# Wilhelm Lindwall
Anshelm Fredrik Wilhelm Lindwall, född den 13 december 1859 i Eskilstuna, död den 11 juli 1931, var en svensk skolman.
Lindwall avlade studentexamen i Strängnäs 1878, avlade 1882 teoretisk och 1883 praktisk teologisk examen samt 1890 filosofie kandidatexamen vid Uppsala universitet och utnämndes 1899 till adjunkt i kristendom, modersmålet och tyska vid högre latinläroverket å Norrmalm i Stockholm. Han blev riddare av Vasaorden 1922. Lindwall författade flera läroböcker i svenska och kristendom, av vilka kan nämnas Öfningar i satsanalys (dels för 1:a-3:e klassen, dels för 4:e-5:e klassen, 1905; 4:e upplagan 1919), Kristna religionen. Tros- och sedelära för skolungdom (1911; förkortad upplaga 1914) och Kristendomsundervisningens metodik i realskolan (1914), varjämte han utgav "Svensk läsebok för realskolan" (för 6:e klassen, 1906, 2:a upplagan 1910; för l:a-3:e klassen, 3 delar, 1907, 3:e upplagan 1918; för 4:e-5:e klassen 1910, 2:a upplagan 1918).